# بوژاری
بوژاری (به پرتغالی: Bujari) یکی از شهرستان های برزیل است که در اکری واقع شده‌است.

## خصوصیات
بوژاری ۳٬۴۶۸ کیلومترمربع مساحت و ۶٬۵۴۳ نفر جمعیت دارد.